# راهزنان قلعه جنگلی (مجموعه تلویزیونی)
رونجا، دخترِ راهزن (ژاپنی: 山賊の娘ローニャ، هپبورن: Sanzoku no Musume Rōnya) که در ایران با نام راهزنان قلعه جنگلی شناخته می‌شود، یک مجموعه تلویزیونی انیمیشن کامپیوتری ژاپنی است که بر اساس رمان رونیا، دخترِ راهزن (Ronjaer's Röaught) آسترید لیندگرن نوشته شده است. این مجموعه که توسط استودیو جیبلی تهیه شده است، کارگردانی و استوری‌برد این مجموعه را گورو میازاکی با هیرویوکی کاوازاکی بر عهده دارند، ترکیب سریال و نوشتن فیلمنامه، کاتسویا کوندو، طراحی شخصیت‌ها، توشیو سوزوکی ارائه لوگوی عنوان و ساتوشی تاکبه در ساخت موسیقی هستند. میازاکی اظهار داشت: «رونجا، دختر راهزن نه تنها داستانی درباره یک دختر جوان است که در حال بزرگ شدن است، بلکه داستان عشق، رشد و پیوند بین والدین و فرزند و دوستانشان است. هدف ما خلق داستانی است که بتواند همه از کودکان گرفته تا بزرگسالان از آن لذت ببرند.» کازویوشی سایتو تمام سازها را برای ماری ناتسوکی نوشت، تولید و اجرا کرد تا به‌عنوان آهنگ پایانی بخواند. این اولین سریال تلویزیونی استودیو گیبلی است.
توزیع‌کننده مستقر در بریتانیا، حقوق توزیع جهانی را به‌جز ژاپن و اسکاندیناوی به دست آورده است. به‌دنبال پخش‌کننده‌های انگلیسی زبان بود و این سریال را در جشنواره بین‌المللی فیلم انیمیشن انسی ۲۰۱۵ به حامیان بالقوه رساند. آمازون پخش این سریال را در سرویس استریم آمازون پرایم خود در ۲۷ ژانویه ۲۰۱۷ آغاز کرد. جی‌کیدز این مجموعه را در ۲۰ اوت ۲۰۱۹ در ایالات متحده منتشر کرد و مجوزهای اضافی در چین و تایوان فروخته شد. دوبله انگلیسی توسط جیلیان اندرسون روایت می‌شود.

## خط داستان
رونجا، تنها فرزند رئیس راهزنان، در میان طایفه‌ای از دزدان بزرگ می‌شود که در قلعه‌ای در جنگل‌های اسکاندیناوی اوایل قرون وسطی زندگی می‌کنند. هنگامی که رونجا به اندازه کافی بزرگ می‌شود، به جنگل می‌رود، مانند موجودات عرفانی که در آنجا زندگی می‌کنند، شگفتی‌ها و خطرات آن را کشف و کشف می‌کند. او می‌آموزد که در جنگل با قدرت خود زندگی کند، با نجات گه‌گاهی توسط والدینش. با این حال، زندگی رونجا شروع به تغییر می‌کند، اما زمانی که او با پسری هم سن و سال خود به نام بیرک آشنا می‌شود، که معلوم می‌شود پسر رئیس قبیله رقیب است.

## شخصیت‌ها
- رونجا (ローニャ، Rōnya) با صدای: هاروکا شیرایشی (ژاپنی)، ترزا گالاگر (انگلیسی)
- ماتیس (マッティス، ماتیسو) با صدای: تاکاکی سکی (ژاپنی)، روفوس هاند (انگلیسی)
- لوویس (ロヴィス، روویسو) با صدای: یوکاری نوزاوا (ژاپنی)، مورونا بنکس (انگلیسی)
- بریک (ビルク، بیروکو) با صدای: ریکا اویاما (ژاپنی)، کلی آدامز (انگلیسی) با نام مستعار بیرک بورکاسون
- بورکا (ボルカ، بوروکا) با صدای: آتسوکی تانی (ژاپنی)، باب گلدینگ (انگلیسی)
- آندیس (ウンディス, آندیسو) با صدای: میکا دوی (ژاپنی)، بث چالمرز (انگلیسی)
- نودل-پیت (スカッレ・ペール، سوکار پرو) با صدای: اومجی ساساکی (ژاپنی)، آدریان ادمونسون (انگلیسی)
- فیوسوک (フョーソク، فیوسوکو) با صدای: شویچیرو آکابوشی (ژاپنی)، راسموس هاردیکر (انگلیسی)
- پِلیه (ペリェ، پریِر) با صدای: یوسوکه تزوکا (ژاپنی)، راسموس هاردایکر (انگلیسی)
- تِجورم (チョルム، چورومو) با صدای: تاکئو اوگاوا (ژاپنی)، راسموس هاردایکر (انگلیسی)
- استورکاس (ストゥルカス, سوتوروکاسو) با صدای: کنجی سوگیمورا (ژاپنی)، راسموس هاردیکر (انگلیسی)
- نوتِس (クノータス، کونوتاسو) با صدای: تاکاهیرو شیمادا (ژاپنی)، باب گلدینگ (انگلیسی)
- جِج (チェッゲ، چِگ) با صدای: رینتارو نیشی (ژاپنی)، باب گلدینگ (انگلیسی)
- لیل کلیپن (リル・クリッペン، ریرو کوریپن) با صدای: کیجی هیمنو (ژاپنی)، گایلز نیو (انگلیسی)
- جوتیس (ユティス، یوتیسو) با صدای: گایلز نیو (انگلیسی)
- جون (ヨエン, یوئِن) با صدای: گایلز نیو (انگلیسی)
- لَبِس (ラッバス، راباسو) با صدای: گایلز نیو (انگلیسی)
- تور (トゥッレ، تور) با صدای: گایلز نیو (انگلیسی)
- هارپی (鳥女، توری-اونا) با صدای: سائوری کاتو (ژاپنی)، ژول دو یونگ (انگلیسی)
- رامفوبز (ずんぐり小人، زونگوری کوبیتو) با صدای: من کاتو، هیدکی تاناکا، ماساکو ایزوبه، ارینا کوریتا، میوکی ساتو (ژاپنی)، جاناتان راس، جنیفر ماریوت و نائومی فریدمن (اینومی فریدمن)
- روایت (ナレーション، نارِشون) با صدای: فوکیکو اَندو (ژاپنی)، جیلیان اندرسون (انگلیسی)

## برخورد
استقبال انتقادی از این مجموعه بیشتر مثبت بود. این سری در بررسی‌های گاردین، کلایدر، دِه دِیلی نات، اسلیت، در میان دیگران مورد ستایش قرار گرفت. در همین حال، روزنامه‌نگار سوئدی، یوکیکو دوک، ای. وی. کلاب و پولیگان نظرات منفی را منتشر کردند. نمایش به‌دلیل زیبایی بصری و وفاداری به رمان اصلی مورد تحسین قرار گرفت، اما به‌دلیل سرعت کم مورد انتقاد قرار گرفت.